# Bezan

Żagiel bezan

Bezan – tylny żagiel na jednostce żaglowej, co najmniej dwumasztowej, pod warunkiem, że jest to ożaglowanie skośne (suche), np. na jolu, keczu, barkentynie, czy barku. Na brygantynie tylny maszt to zwykle grotmaszt, podobnie na brygu.